# Димитрий (Бранкович)
Епи́скоп Дими́трий (серб. Епископ Димитрије, в миру Добриво́й Бра́нкович, серб. Добривој Бранковић; 8 июля 1868, Тимишоара — 28 января 1938, монастырь Раковац) — епископ Сербской православной церкви, епископ Далматинско-Истринский (Задарский).

## Биография
Родился в семье священника. Начальную школу и гимназию са великом матуром окончил в родном городе. Богословское образование получил в Задре, Сремских Карловцах и Афинах, где в 1893 году и промовисан за «пролитиса» богословља.
В 1894 году архимандритом Иларионом (Руварацем) пострижен в монашество в монастыре Гргетег с именем Димитрий. После рукоположения у сан иеродиакона стал катезатором в Сремских Карловцах, а с 1895 по 1898 год был профессором старой Карловацкой духовной семинарии. После рукоположения в сан иеромонаха, стал протосинкеллом и архимандритом.
В 1899—1900 годы был настоятелем монастыря Кувеждин, а с 1900 по 1912 год — монастыря Беочин.
3 февраля 1913 года в Вене был хиротонисан во епископа Задарского. Хиротонию совершили митрополит Буковинский Владимир (Репта) и епископ Бококоторский Владимир (Боберич).
По завершении Первой мировой войны направил прошение на имя Архиерейского Синода в Белграде с целью подчинить свою епархию и Боко-Которскую епархию, входившие в искусственно созданную Буковинско-Далматинской митрополию, Белградской митрополии. 29 декабря 1918 года Синод в Белграде удовлетворил это прошение.
Епископ Димитрий занимался научной работой. В 1920 году вышел на покой согласно прошению.
Скончался 28 января 1938 года в монастыре Раковац, похоронен в часовне Святого Георгия в монастыре Беочин, которому помог в материальном отношении.